# اسکار دوارت (بازیکن فوتبال اهل کاستاریکا)
اسکار دوارت (انگلیسی: Óscar Duarte؛ زاده ۳ ژوئن ۱۹۸۹) یک بازیکن فوتبال اهل کاستاریکا است.
وی همچنین در تیم ملی فوتبال کاستاریکا بازی کرده‌است.